# Matriarcas
Matriarcas est une telenovela chilienne diffusée entre le 18 mai et le 30 décembre 2015 sur TVN,,.

## Acteurs et personnages
- Francisco Reyes : Gary Méndez Fernández.
- Claudia Di Girólamo : Dayana "Diana" Nazer Stanford.
- Emilio Edwards : Alexis Omar Santis Nazer "Piriguin".
- Josefina Fiebelkorn : Matilde Valdés Falcón "Santa Madre".
- Blanca Lewin : Chantal Chávez Correa "Mala Madre".
- Andrea Velasco : Juliana Flores Contreras "Mami Selfie".
- Coca Guazzini : Grace Carolina Peñaloza Ramos "Mami Mami".
- Catalina Saavedra : Constanza Ríos Leal "Mami Crazy".
- Alessandra Guerzoni : Francesca Miretti "Mami Lesbi".
- Viviana Shieh : Liu King Quiroz "Mami Asiatica"
- Dolores Pedro : Soraya Benitez Flores "Mami Tropical"
- Bastián Bodenhöfer : Dr Ivan Santolini "Donante 12"
- Gloria Münchmeyer : María Isabelle Stanford.
- Ximena Rivas : Letizia Názer Stanford
- Juan Falcón : Johnny Bravo Gormaz "Papi Papi"
- Rodrigo Muñoz : Arturo Villar Donoso.
- Santiago Tupper : Mauricio Bravo/Álvarez Peñaloza.
- Héctor Morales : Eduardo "Edu" Bravo/Alvarez Peñaloza.
- Raúl González : Charles Bravo/Santis/ Peñaloza.
- Simón Pascal : Jorge Bravo/Santis/ Peñaloza.
- Denise Rosenthal : Sandra Carolina Bravo/Santis Peñaloza.
- Matías Assler : Claudio Mendez/Santis Chávez.
- Elisa Alemparte : Leonor "Pirula" Castillo Názer.
- Geraldine Neary : Amalia Castillo Názer.
- Teresita Commentz : Dianita Stanford/Dianita Santis Ríos.
- Almendra Contreras : Katherine "Kathy" Villar Flores/Katherine Santis Flores
- Tayra Contreras : Lorena "Loly" Villar Flores/Lorena Santis Flores
- Antonia Kliche : Martina Santis Valdés
- Laura Kliche : Marcia Santis Valdés
- Maite Kliche : Manuela Santis Valdés
- Belén Kliche : Marcela Santis Valdés
- María Jesús Kliche : Martita Santis Valdés
- Ignacia Kliche : Mauricia Santis Valdés
- José Jiménez : Jorge Poblete Poblete/Jorge Santis Poblete
- Gonzalo Robles : Dr Francisco Álvarez Navarrete.
- Elvis Fuentes : Guillermo "Willy" Ríos Leal.
- Paloma Moreno : María Josefa Salgado Errázuriz "María Pepa".
- Claudia Hidalgo : Hortensia Ortega Vidal.
- María Elena Duvauchelle : Trinidad Díaz Hurtado.
- Yamila Reyna : Cristina Judith Hidalgo Ayala "La Argentina"
- Carolina Paulsen : Digna Contreras del Río
- Simoney Romero : Marión Aránguiz Pérez "La Venezonalita"